# Burgseilbahn Bad Lauterberg
| Burgseilbahn Bad Lauterberg | Burgseilbahn Bad Lauterberg                                             |
| --------------------------- | ----------------------------------------------------------------------- |
| Lage:                       | Bad Lauterberg ↔ Hausberg Landkreis Göttingen Niedersachsen Deutschland |
| Gebirge:                    | Harz (Oberharz)                                                         |
| Hintergrund                 |                                                                         |
| Eröffnung:                  | 4. August 1954                                                          |
| Modernisierung/Sanierung:   | 2001–2001                                                               |
| Webseite:                   | burgseilbahn-bad-lauterberg.de                                          |
| Technische Daten            |                                                                         |
| Länge:                      | 440 m                                                                   |
| Talstation (⊙):             | ca. 292 m ü. NN (in Bad Lauterberg)                                     |
| Bergstation (⊙):            | ca. 403 m ü. NN (auf dem Hausberg)                                      |
| Höhendifferenz:             | 111 m                                                                   |
| Geschwindigkeit (max.):     | 0,5 m/s / 1,8 km/h                                                      |

Die Burgseilbahn Bad Lauterberg im Mittelgebirge Harz ist eine 1954 eröffnete Doppelsesselbahn am und auf dem Hausberg (ca. 420 m ü. NN) in Bad Lauterberg im Harz (Landkreis Göttingen, Niedersachsen). Sie befindet sich innerhalb des Oberharzes im Naturpark Harz.
Die Seilbahn wurde am 4. August 1954 eröffnet und führt von der Talstation (ca. 292 m ü. NN), die nahe dem in der Stadtmitte befindlichen Kirchplatz steht, westnordwestwärts hinauf zur in Gipfelnähe des Hausberges nahe der Berggaststätte Hausberg gelegenen Bergstation (ca. 403 m ü. NN). Sie überwindet bei 63 % maximaler Steigung, womit sie zu den steilsten Doppelsesselbahnen Deutschlands gehört, auf rund 440 m Länge etwa 111 m Höhenunterschied. Von 2000 bis 2001 wurde sie saniert.

## Bildergalerie

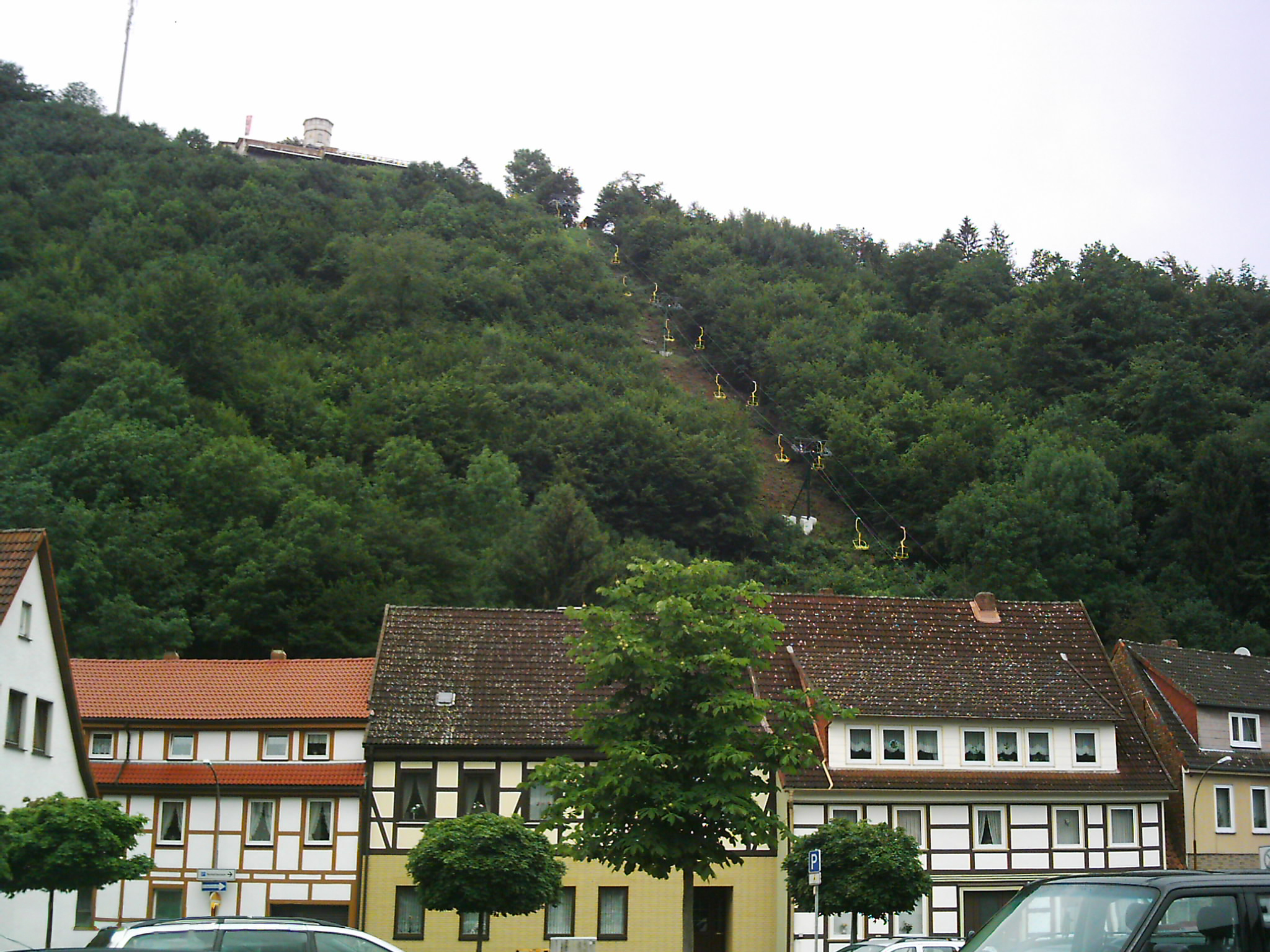
Burgseilbahn Bad Lauterberg am Hausberg
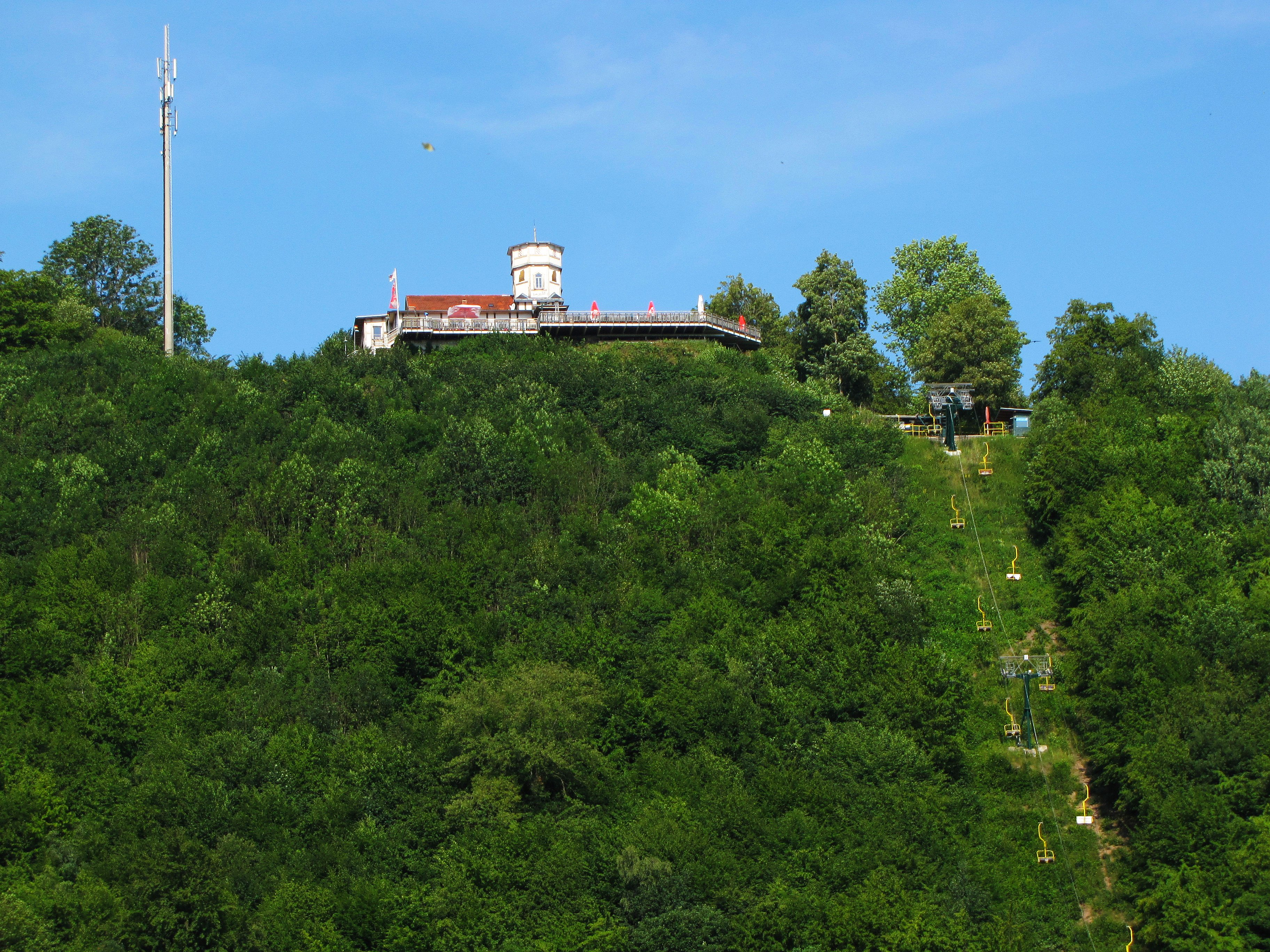
Der Hausberg mit Burgseilbahn Bad Lauterberg
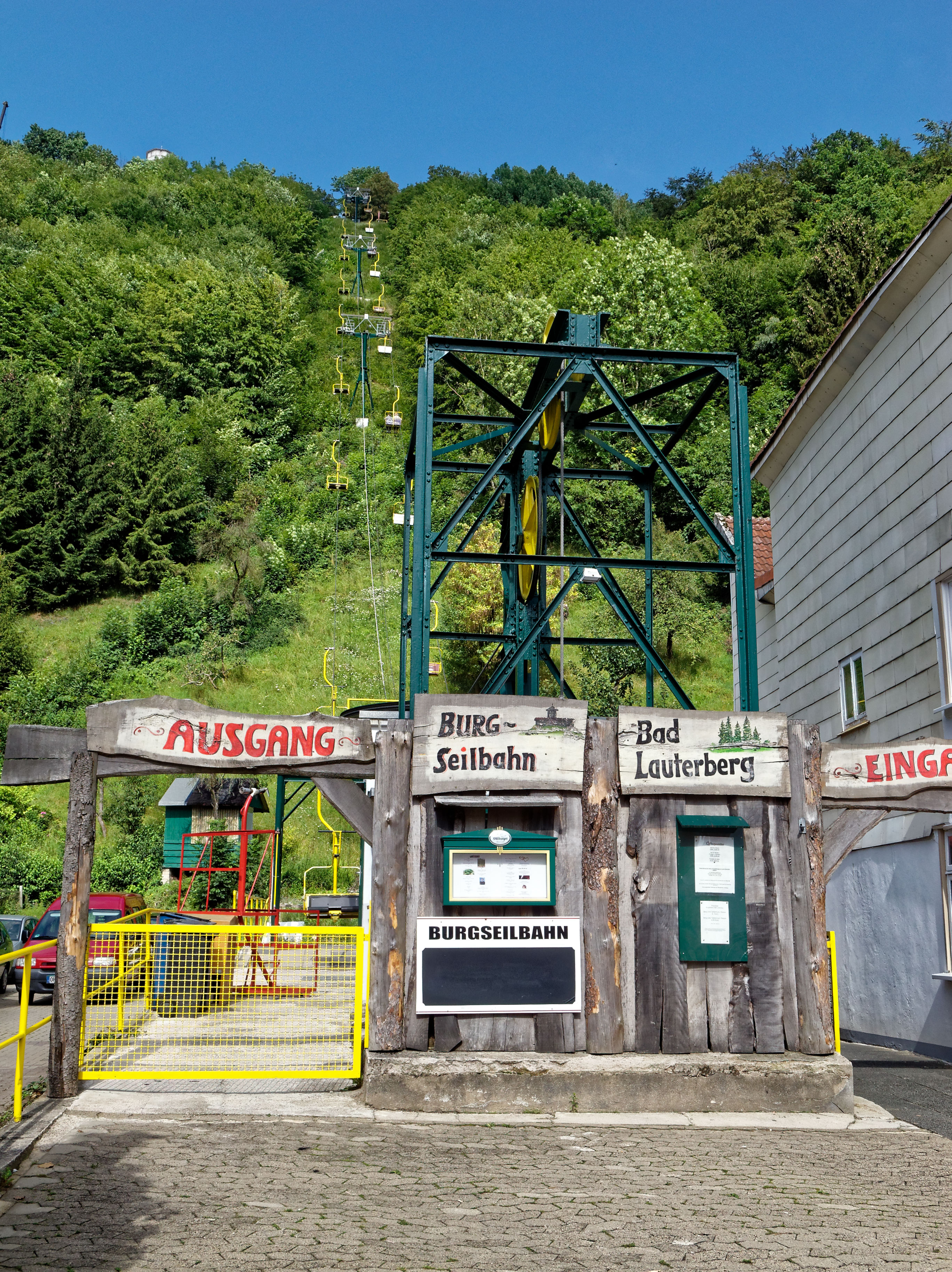
Talstation
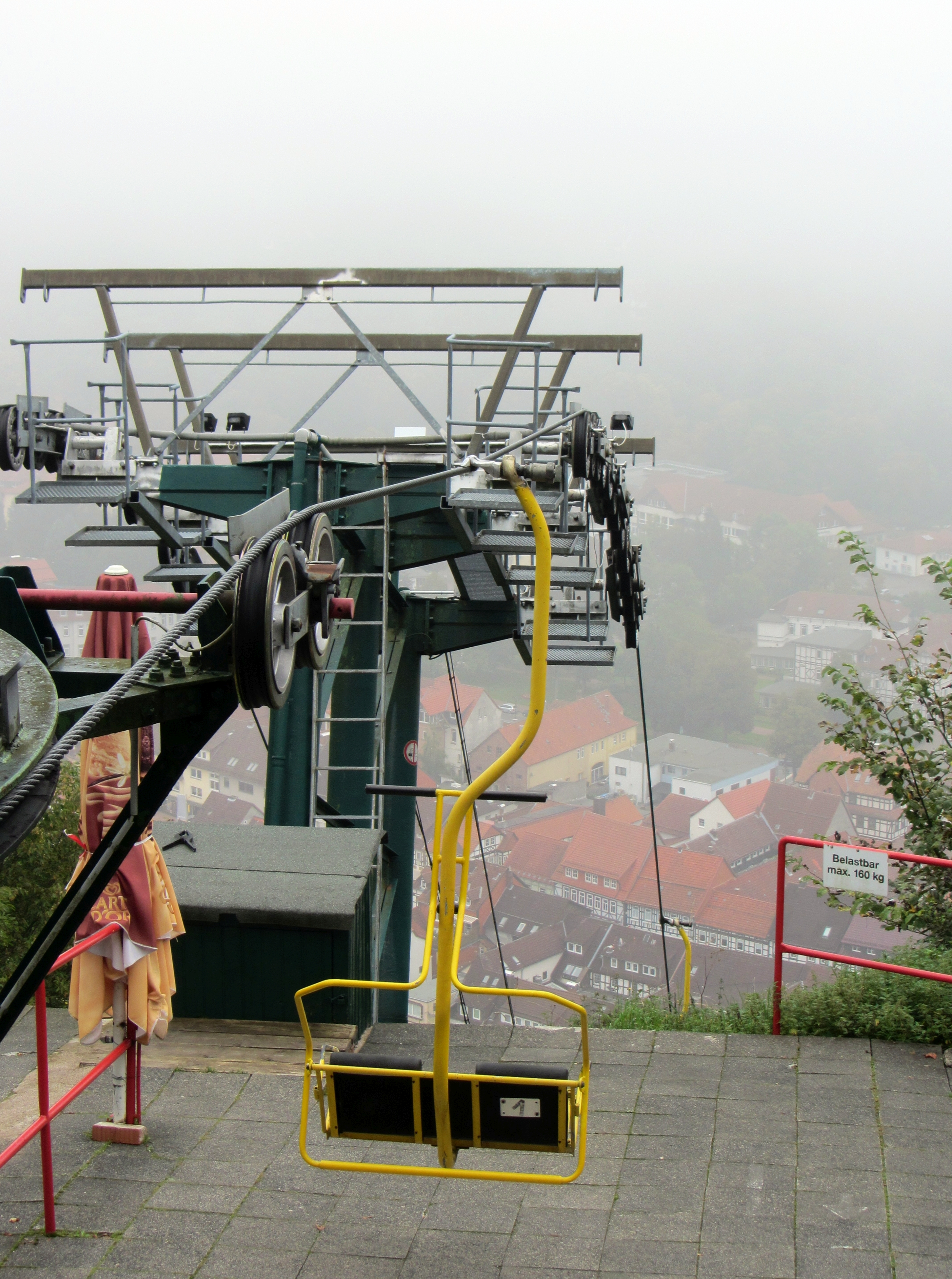
Bergstation